# Trận Châlons
Trận Châlons, hay còn gọi là trận đồng bằng Catalaunian hoặc trận Campus Mauriacus, diễn ra vào năm 451 giữa một bên là người Hung cùng các đồng minh do vua Attila chỉ huy đối đầu với một liên minh do Đại tướng quân La Mã Flavius Aetius thống suất, bao gồm đế quốc Tây La Mã, người Visigoth cùng một số quốc gia khác của người German. Đây là trận đánh lớn cuối cùng của đế quốc Tây La Mã và cũng là trận thắng làm nên đỉnh cao vinh quang cho danh tướng Flavius Aetius - ông đã thể hiện bản lĩnh đẹp đẽ của một bậc đại anh hùng của thời đại trong chiến thắng. Nhiều nhà sử học xem đây là một trong những trận đánh quan trọng nhất trong lịch sử châu Âu, và ít ra thì chiến thắng này của Aetius đã trở nên một trong những trận chiến tiêu biểu nhất của thời kỳ Trung Cổ. Ngoài ra, đây cũng là một trong những trận thư hùng mãnh liệt nhất, một trong những thắng lợi quyết định hơn cả trong lịch sử nhân loại. Trận đánh này được xem là một thất bại về mặt chiến lược của người Hung và đã ngăn trở kế hoạch xâm chiếm Tây Âu của Attila. Vì tính chất vô cùng trọng đại của trận ấy ghi hằn trong sử sách, nó cũng đã chấm dứt huyền thoại về một Attila bất khả chiến bại, khiến cho vua Attila vô cùng tức giận. Đại bại này cũng chính là trận thua đầu tiên và duy nhất trong suốt võ nghiệp của ông. Có lẽ, chiến thắng quyết định của Aetius trong trận này không những bảo vệ được nền văn minh La Mã, mà đã giải cứu toàn bộ nền văn minh Tây Âu thoát khỏi nguy cơ rơi vào ách đô hộ của người châu Á. Do đó, thắng lợi này không chỉ đẩy lùi rợ Hung ra khỏi xứ Gaul mà còn trở thành một bước ngoặt của lịch sử thế giới, đại diện cho chiến thắng của thế giới văn minh trước các rợ tộc.
Đoàn quân La Mã - German của Aetius đã thẳng tay tàn sát quân Hung. Trận đánh kịch liệt này chấm dứt khi màn đêm buông xuống, quân ông đã tiêu diệt được hữu quân và buộc trung quân của Attila phải lui về trại. Attila thất thế lại suýt nữa thì bị tận diệt, phải đóng cứ thật chắc trong trại và sau đã ra lệnh thoái binh, để lại chiến thắng vang dội cho Aetius. Thấy nơi chiến địa máu chảy thành sông, Attila không còn dám ra quân thêm một lần nữa, rồi bắt đầu tháo chạy. Do mục đích chính trị nên Aetius đã không truy đuổi quân Hung để họ an toàn triệt binh. Dù sao đi chăng nữa, khả năng triệu tập một đội quân đa sắc tộc của ông đã đem lại cho ông chiến thắng quyết định này. Tuy trận huyết chiến này được coi là một trong những chiến dịch quân sự cuối cùng của Đế quốc Tây La Mã, các chiến binh Visigoth là đội quân chính yếu của quân Liên minh. Vua Visigoth là Theodoric I đã hy sinh trong chiến đấu. Trận đánh này hết sức là đẫm máu và tục truyền rằng có khoảng từ 162 nghìn cho tới 30 vạn chiến binh đã hy sinh. Nhiều huyền thoại có sức hút lâu dài về trận chiến khốc liệt này, chẳng hạn như chuyện vong hồn các tử sĩ đánh nhau ác liệt trong khói bụi trong một thời gian lâu sau khi Attila thua trận. Flavius Aetius đã làm nên thời khắc huy hoàng của Đế quốc La Mã. Tuy Đế quốc La Mã chiến thắng không thể mở ra một kỷ nguyên chinh phạt mới hay thịnh vượng, trận thắng này giữ vững đức tin Ki-tô giáo và quyết định dân tộc nào sẽ chia nhau di sản đồ sộ của Đế quốc La Mã. Với chiến thắng lớn lao này, nhiều người Giéc-man đã có ý thức được rằng họ có thể đánh thắng người Hung ngay cả khi người Hung được các tộc Giéc-man khác hỗ trợ, do đó chiến thắng ác liệt này đã đặt nền tảng cho chiến thắng quyết định của quân Giéc-man trong trận Nedao một năm sau khi Attila qua đời, dẫn đến sự sụp đổ của Đế quốc Hung. Thành thử, dù chiến thắng lừng lẫy tại Châlons cứu nguy nền văn minh La Mã trong một thời gian nhưng thắng lợi cũng mở ra thời kỳ oanh liệt của các man tộc Giéc-man tại châu Âu. Nhà vua Merovech của người Frank, vốn dĩ đã cùng san sẻ chiến thắng với Aetius, bắt đầu xưng hùng xưng bá kể từ sau trận đánh.

## Bối cảnh

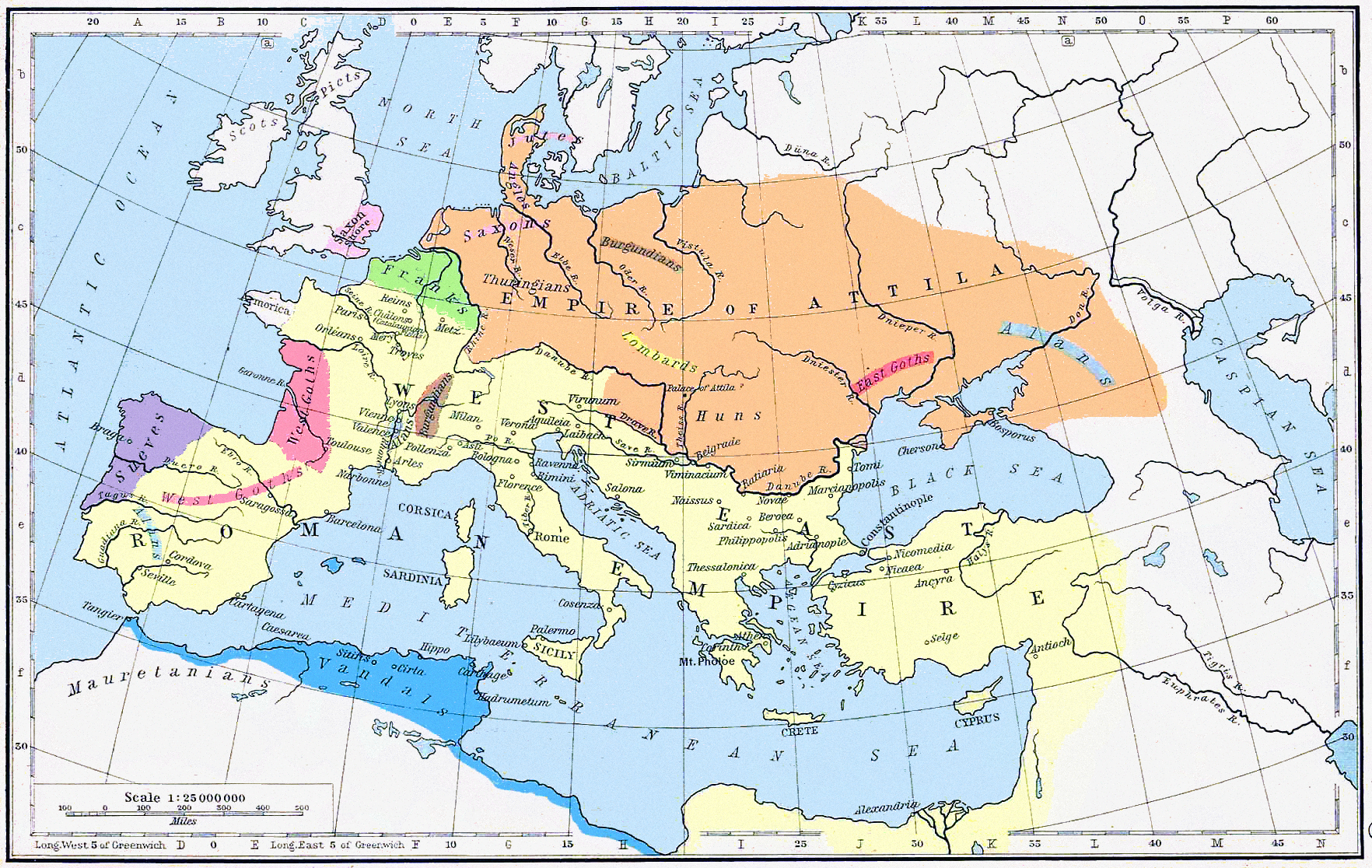
Đế quốc La Mã (vàng) và Đế quốc Hung (cam) vào năm 450

Vào năm 395, trước khi qua đời không lâu, Hoàng đế Theodosius I đã chia Đế quốc La Mã thành 2 bộ phận là Đế quốc Tây La Mã và Đế quốc Đông La Mã, và giao cho hai người con trai của mình cai quản. Hai nhà nước Đông và Tây này về sau trải qua những số phận khác nhau.
Trong khi Đế quốc Đông La Mã, dù diện tích nhỏ hơn nhưng lại thừa hưởng những vùng đất màu mỡ và đông dân cư (Ai Cập, Tiểu Á, Hy Lạp, v.v...) tiếp tục trụ vững thêm một thời gian dài, Đế quốc Tây La Mã nhanh chóng bộc lộ sự khủng hoảng và suy yếu. Những phần đất nó thừa hưởng tuy rộng lớn nhưng không có những lợi thế như Đông La Mã. Chính sự rộng lớn của Đế quốc Tây La Mã đã dẫn đến sự khó kiểm soát của chính quyền trung ương. Hơn nữa Đế quốc Tây La Mã lại phải hứng chịu hậu quả các đợt di dân của các bộ tộc German vào các thế kỷ 4 và 5. Đã quá suy yếu do các cuộc nội chiến liên miên, những cuộc khởi nghĩa của nô lệ và các tầng lớp bị trị, do sự phân liệt cát cứ của các thế lực quý tộc và sự rệu rã của quân đội, đế quốc không còn đủ sức ngăn chặn các làn sóng xâm nhập này nữa. Họ buộc phải cho phép các bộ tộc người German định cư trên các vùng đất của mình và, từ đó, mất luôn những vùng đất này về tay các bộ tộc xâm nhập.
Hoàng đế Valentinianus III lên kế vị Honorius, và cũng chỉ là một ông vua bù nhìn như tiên đế. Vào năm 450, Đế quốc Tây La Mã đang trải qua những khoảnh khắc cuối cùng của nó. Các vùng đất của người Tây La Mã ở Gaul cũng như ở ngoài bán đảo Ý gần như đã mất kiểm soát. Vùng Armorica hầu như chỉ còn được kiểm soát trên danh nghĩa. Vùng phía bắc Gaul giữa hai con sông Rhine và Marne đã lọt vào tay người Frank. Người Visigoth đã chiếm giữ Gallia Aquitania và sau đó là bán đảo Iberia. Người Burgundy sống gần dãy Alps mặc dù tỏ vẻ phục tùng nhưng sẽ sẵn sàng nổi loạn bất cứ lúc nào. Tây La Mã lúc này chỉ còn kiểm soát phần đất ven biển Địa Trung Hải kéo dài từ Aurelianum (ngày nay là Orléans) cho tới thượng lưu sông Loire và hạ lưu sông Rhine.
Lúc bấy giờ thì người Hung ở phía đông đã trở thành một mối hiểm họa thực sự cho cả hai Đế chế Tây và Đông La Mã. Dưới sự chỉ huy của vua Attila, người Hung đã nhiều lần vượt sông Danube cướp phá Đông La Mã, buộc các Hoàng đế ở thành Constantinopolis phải cống nạp cho họ rất nhiều của cải. Nhà sử học Jordanes ghi nhận rằng Attila đã bị vua Gaiseric của người Vandal xúi giục để phát động chiến tranh với người Visigoth. Đồng thời, Gaiseric sẽ cố gắng để gây xung đột giữa người Visigoth và Đế chế Tây La Mã .
Các tác giả đương thời khác cung cấp những động cơ khác. Honoria, nguyên là một người chị gái rắc rối của Hoàng đế Valentinianus III, lúc đó đang bị giam lỏng và hứa gả cho một thành viên Viện nguyên lão. Năm 450, bà đã gửi một bức thư cho vua Hung yêu cầu sự giúp đỡ của Attila giải thoát cho bà khỏi tình trạng giam cầm. Đáp lại bà sẽ kết hôn với ông và dâng tặng một nửa đế chế như của hồi môn. Attila yêu cầu Honoria sẽ được đưa tới cùng với của hồi môn. Valentinianus III từ chối những yêu cầu này, và Attila sử dụng nó như một cái cớ để đem một lực lượng lớn tiến quân sang phía tây, phát động một chiến dịch tàn phá xứ Gaul. Ban đầu, với tư cách là vị "cứu tinh" của Công chúa Honoria, Attila phân vân không biết nên tiến đánh kinh thành La Mã hay là Constantinopolis, cũng giống như vua Alaric I của người Goth trước thời ông. Và cuối cùng, ông đã quyết định tấn công La Mã, nhưng trước đó phải thâu được xứ Gaul.
Vua Attila vượt qua sông Rhine vào đầu năm 451 với những người lính của ông và một số lượng lớn các đồng minh, cướp phá miền Divodurum (Metz) vào ngày 7 tháng 4. Việc các thành phố khác bị tấn công có thể được xác định qua các ghi chép được viết để tưởng nhớ các giám mục của họ: Nicasius đã bị giết trước bàn thờ trong nhà thờ của ông tại Rheims; Servatus được cho là đã bảo vệ Tongeren với lời cầu nguyện của mình, cũng như Genevieve được cho là đã bảo vệ Paris. Lupus, giám mục của Troyes, cũng được ghi nhận là đã bảo vệ thành phố của mình bằng cách gặp trực tiếp Attila. Theo nhà chép sử Prosper xứ Gaul, sau khi Attila băng qua sông Rhine, nhiều thành phố tại Gaul đã phải hứng chịu sự tàn phá ghê gớm nhất của ông.
Vào tháng 6, quân đội của Attila tiến tới Aurelianum (Orléans). Thành phố vững chãi này là cửa ngõ quan trọng để vượt qua sông Loire. Theo sử gia Jordanes, vị vua người Alan là Sangiban đã hứa sẽ mở cổng thành để quy hàng. Tuy nhiên, dân trong thành Aurelianum đã đóng kín cổng thành trước những kẻ xâm lược. Attila bắt đầu vây hãm thành phố, trong lúc chờ Sangiban thực hiện lời hứa. Cuộc vây hãm cũng được xác nhận bởi những tài liệu của Vita S. Anianus và Gregory thành Tours, mặc dù họ không nhắc đến tên của Sangiban.

## Trận chiến

Con đường tiến quân của Attila vào Gaul

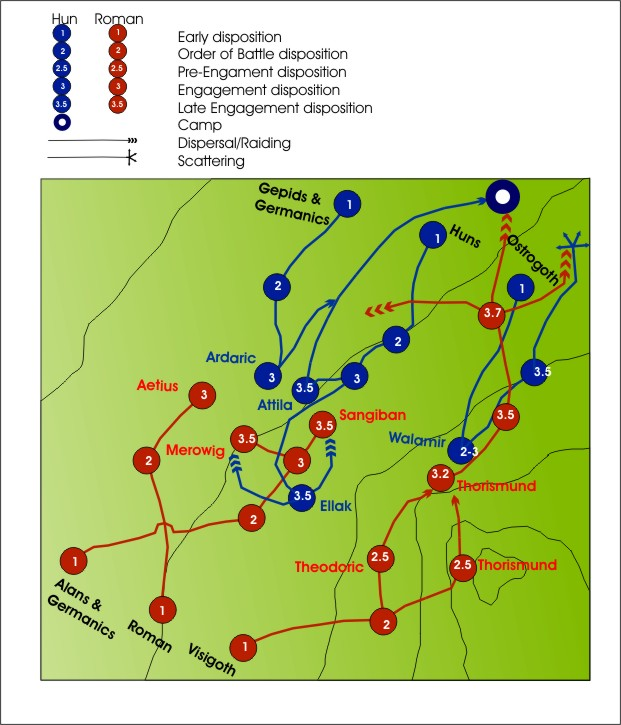
Sơ đồ cuộc chiến

Sau khi nắm được tình hình, Đại tướng quân Flavius Aetius mau chóng đưa đại quân từ Ý tới xứ Gaul. Aetius cố gắng thuyết phục vua Theodoric I của người Visigoth tham gia cùng mình. Vua Visigoth nghĩ rằng lực lượng của Aetius là không đủ, và dự định sẽ chờ tới lúc người Hung tới đất mình rồi mới chiến đấu với họ. Aetius xoay sang một người rất có tiếng nói là Avitus để nhờ giúp đỡ. Avitus không những thuyết phục được Theodoric I mà còn lôi kéo thêm được một số man tộc khác ở xứ Gaul cùng tham gia. Liên quân này tiến về Aurelianum và tới nơi vào ngày 14 tháng 6.
Theo tác giả Vita S. Anianus, họ chỉ tới Aurelianum vừa kịp lúc, khi đó quân của Attila đã xâm nhập được vào tường thành. Lúc này người Hung đã biết về việc quân địch đang kéo tới. Họ đã sắp chiếm được thành, nhưng đóng quân lại tại thành phố này cũng có nghĩa là sẽ bị vây hãm bên trong thành (đó là một điều bất lợi, vì người Hung quen với việc vây thành hơn là bị vây trong thành). Vì vậy mà họ đã nhổ trại và rút quân, hẳn nhiên là để tìm một vị trí thuận lợi để giao chiến. Theodoric và Aetius bám theo sát nút, và hai đội quân cuối cùng đã giáp mặt tại những cánh đồng Catalaunian vào ngày 20 tháng 6. Ngày này được sử gia J.B. Bury nêu ra và nhiều người chấp nhận, mặc dù một số tin rằng đó là ngày 20 tháng 9.
Đêm trước trận chiến, một đội quân người Frank thuộc phe La Mã đã đụng độ một nhóm người Gepid trung thành với Attila. Jordanes ghi nhận 15.000 quân mỗi bên đã tử trận, nhưng con số này chưa được xác thực.
Theo phong tục người Hung, sáng sớm hôm đó, Attila lệnh cho các thầy pháp của mình dùng những bộ lòng để tiên đoán kết quả trận đánh. Họ tiên đoán một thảm họa sẽ xảy ra cho người Hung và một kẻ chỉ huy của phe địch sẽ tử trận. Sẵn sàng đánh liều với tính mạng mình và hy vọng rằng Aetius sẽ là kẻ phải chết, Attila cuối cùng cũng ra lệnh xung trận, nhưng trì hoãn tới giờ thứ 9, để việc mặt trời lặn có thể giúp quân đội của ông rút lui, nếu bại trận.
Theo Jordanes, đồng bằng Catalaunian nhô lên về một phía theo một sườn dốc, tới một dãy đồi. Địa hình này là trung tâm của trận chiến. Người Hung chiếm bên phải còn liên quân La Mã chiếm bên trái dãy đồi, còn phần đỉnh đồi chưa thuộc về ai. Cũng theo Jordanes, quân Visigoth đóng ở cánh phải, quân La Mã ở cánh trái, còn Sangiban với lòng trung thành vẫn trong vòng nghi vấn, cùng người Alan của ông ta, bị kẹp ở trung tâm của liên quân. Bên phía quân Hung, Attila đích thân chỉ huy ở trung tâm, còn người Ostrogoth ở cánh trái và người Gepid ở cánh phải.
Khởi đầu cuộc chiến, quân Visigoth đã chiếm được ngọn đồi nhỏ chiến lược. Attila đã cho một số binh lính từ trung tâm qua hỗ trợ người Ostrogoth, còn bản thân ông mang quân tiến đánh trung tâm của liên quân. Khi quân Hung tiến đánh vị trí ở giữa mang tính chất quyết định, họ đã bị đồng minh Alan của La Mã chặn lại. Aetius cũng từ từ đẩy lui cánh của người Gepid. Ở bên cánh kia, quân Visigoth lúc này đã đánh bật cánh của Ostrogoth. Các chiến binh rút chạy hỗn loạn về chỗ đóng quân, làm rối đội hình của Attila. Attila cố gắng tập hợp lại lực lượng và giữ vị trí, nhưng quân Visigoth xoay sang tấn công chính ông, khi mà lực lượng của Attila đã bị phân tán. Khi đang dẫn đầu người của mình truy đuổi quân địch hỗn loạn, Theodoric đã bất ngờ tử trận mà chẳng ai hay biết. Sử gia Jordanes cho rằng Theodoric đã bị ngã ngựa và bị chính người của mình từ phía sau tràn lên giẫm chết, nhưng ông cũng kể một câu chuyện khác rằng Theodoric có thể đã bị giết bởi Andag người Ostrogoth, thuộc phe Attila (nhưng nên nhớ Jordanes là cận thần dưới quyền con của Andag là Gunthigis). Sách khác thì viết rằng Theodoric I bị trúng tên của địch, và bị chết khi lực lượng Kỵ binh của liên quân La Mã - Giéc-man ồ ạt tấn công.
Người Visigoth đã đuổi lên nhanh hơn những người Alan bên cạnh họ và giáp mặt với lực lượng thân cận của chính Attila. Attila suýt nữa thì bị hạ sát, và trong lúc này ông đành phải lui về ẩn náu trong trại của mình, nơi mà ông đã gia cố với những cỗ xe. Liên quân La Mã-Goth càn quét tới tận trại quân Hung. Khi đêm xuống, con trai của vua Theodoric là Thorismund quay về với quân mình, nhưng lại đi nhầm tới trại của Attila và bị thương trong trận giáp lá cà trước khi được những quân lính đi theo giải cứu. Bóng tối cũng đã chia cắt Aetius khỏi lực lượng của ông. Lo sợ tai họa đã xảy ra với họ, ông trú lại qua đêm cùng những người Goth đồng minh.
Đến đây, đội tả quân của Attila vẫn chưa bị đánh bại, nhưng đội hữu quân của ông đã bị đánh tan tác còn trung quân thì phải lui về. Nhìn chung, quân lực của ông đã bị đại bại. Ngày hôm sau, nhận thấy thây lính chết chất cao như núi và người Hung không dám mạo hiểm tiến lên, người Goth và La Mã phải quyết định hành động tiếp theo. Biết rằng Attila không có đủ nguồn dự trữ và e ngại không dám lao lên bởi trận mưa tên từ phía La Mã, họ quyết định tấn công trại của ông ta. Trong tình hình tưởng như tuyệt vọng này, Attila vẫn không chịu khuất phục và thậm chí là đã chuẩn bị sẵn giàn thiêu cho mình để không bị địch thủ bắt giữ và hành hạ nếu thất trận.
Khi Attila bị vây khốn trong trại, người Visigoth đi tìm vị vua bị mất tích cùng con trai của ông là Thorismund. Sau một thời gian dài tìm kiếm, họ thấy xác Theodoric nằm dưới một đống xác chết khác, và đã tiễn đưa ông với những bài ca anh hùng ngay trước mắt kẻ thù. Sau khi biết cha mình đã chết, Thorismund muốn đánh thẳng vào trại của Attila. Quân Visigoth căm giận tột độ, họ đồng loạt kêu gào lên "Hãy báo thù cho Đức Vua !" khi một người lính hô lên rằng "Bọn giặc đã sát hại Đức Vua của chúng ta". Quân Hung và quân Ostrogoth không thể nào cầm chặn được họ. Thế nhưng, Đại tướng quân Aetius đã ngăn Thorismund lại. Theo Jordanes, Aetius sợ rằng nếu người Hung bị tiêu diệt hoàn toàn, người Visigoth của Thorismund sẽ phá vỡ liên minh với La Mã và trở thành một đối thủ đáng gờm khác. Ông không muốn Thorismund - vốn là một vị vua giỏi về quân sự, sẽ là một Alaric I khác đối với Đế quốc Tây La Mã. Vì vậy nên Aetius đã thuyết phục Thorismund quay trở về quê nhà để bảo vệ ngôi vị khỏi tay những người anh em của ông ta, nếu không thì có thể sẽ xảy ra nội chiến. Thorismund sau đó trở về Tolosa (Toulouse ngày nay) và lên ngôi mà không gặp khó khăn gì. Gregory thành Tours cho rằng Aetius cũng dùng mưu kế tương tự để giải tán những đồng minh người Frank, và thu các chiến lợi phẩm từ chiến trường cho riêng mình.
Khi người Visigoth rút lui, lúc đầu Attila nghĩ đó là âm mưu để dụ quân của ông ta ra khỏi trại. Vì vậy ông ta án binh bất động và cố thủ thêm một thời gian nữa. Khi thấy không có tình hình mới nào diễn ra, Attila cho nhổ trại và trở về quê nhà. Những tổn thất quá lớn của cả hai phía khiến Aetius và Attila đều không chắc chắn vào một chiến thắng để tiếp tục trận chiến. Theo biên niên sử của Hydatius, Attila "nổi cáu lên vì chiến bại khó thể đoán trước được của ông ta tại Gaul".

## Lực lượng hai bên
Số quân tham chiến trên trận địa Châlons phải nói là hết sức đông đảo. Quân đội của cả hai bên gồm nhiều chiến binh từ các dân tộc khác nhau. Jordanes nêu ra các đồng minh của Aetius (ngoài Visigoth) gồm người Salic Frank và Ripuarian Frank, Sarmatian, Armorican, Litician, Burgundy, Saxon, một số tộc Celt và German khác.
Bên phía Attila thì Jordanes nêu ra các đồng minh bao gồm người Gepid dưới quyền vua Ardaric, người Ostrogoth do anh em Valamir, Theodemir (cha của Theodoric Đại đế sau này) lãnh đạo, và người Widimer, một nhánh của người Amali.
Một số sử gia khác nêu ra những danh sách dài hơn. Sử gia E.A. Thompson thì giữ quan điểm cho rằng người Burgundy đã ngả theo phe Attila. Mặc dù vậy, con số chính xác về số lượng người đã tham gia cuộc chiến thì đến nay vẫn chỉ là phỏng đoán. Các sử gia như Jordanes và Hydatius đưa ra những con số mà các sử gia sau này cho là quá cao. A.H.M. Jones đưa ra con số tổng binh lính của hai bên là dưới 100.000, không tính tới những người hầu và tùy tùng đi theo.
Dầu sao đi chăng nữa, quân Giéc-man chiếm số đông trong cả hai đoàn binh. Phần lớn quân tinh nhuệ La Mã là người gốc Giéc-man, và Aetius đã tuyển mộ nhiều người rợ Giéc-man vào quân ngũ. Ông đã nỗ lực hết mình để tuyển mộ cả quân Visigoth hùng mạnh do vua Theodoric I lãnh đạo.

## Địa điểm chiến trường
Đây cũng là một vấn đề mà các sử gia còn tranh cãi. Thomas Hodgkin cho rằng nó nằm gần Méry-sur-Seine, nhưng một số người khác lại nghĩ rằng nó ở Châlons-en-Champagne. Achille Peigné-Delacourt (1797–1881) khẳng định một bộ hài cốt tìm thấy ở Pouan-les-Vallées (Aube), một làng nằm ở bờ nam sông Aube, là của vua Theodoric I, nhưng các sử gia thế kỷ 20 đã nghi ngờ chuyện này.

## Tầm quan trọng trong lịch sử
Trận đánh Châlons, là chiến thắng của Đại tướng quân Flavius Aetius, trở thành một trong những trận chiến lớn nhất của thời kỳ Trung Cổ, đã đánh lùi cuộc xâm lược của rợ Hung vào xứ Gaul. Thắng lợi vang dội ấy là thành quả của công lao xây cất một đội quân đa sắc tộc của ông, họ đã mặc sức tàn sát quân Hung trong trận đánh đẫm máu này.

### Quan điểm truyền thống: trận Châlons có ý nghĩa lịch sử quan trọng
Trận chiến này, đặc biệt là khi được Edward Gibbon nêu ra trong cuốn The History of the Decline and Fall of the Roman Empire và Edward Creasy đưa vào trong cuốn The Fifteen Decisive Battles of the World, đã được rất nhiều sử gia xem là một trong những trận chiến quan trọng nhất của thời Hậu Cổ đại, ít nhất là với thế giới nói tiếng Latinh.
Sử gia John Julius Norwich thì nói rằng mặc dù trận đánh Châlons không có thắng lợi quyết định nghiêng về bên nào, nhưng nó đã cản bước được người Hung. Nếu không có trận đánh này thì có thể thủ lĩnh của họ đã chiếm được kinh đô Ravenna và thành La Mã, và qua đó thì cả xứ Gaul và Ý sẽ bị suy tàn nghiêm trọng về mặt văn hóa (khác với các man tộc khác là người Goth hay Vandal, người Hung của Attila không hề tin vào Thiên chúa hay có chút sự kính trọng nào đối với văn hóa La Mã). Arthur Ferrill thì cho rằng trận đánh này có ý nghĩa quan trọng vì nó là trận đánh quan trọng đầu tiên diễn ra giữa hai liên minh lớn chứ không phải chỉ là hai quốc gia.
Bàn đến uy danh đáng sợ của Attila, và tầm quan trọng của trận chiến, Gibbon cho rằng những gì viết về Attila là từ phe đối địch, vì vậy mà không có lý do gì để phóng đại nỗi kinh hoàng mà Attila gieo rắc cho đối phương và tầm quan trọng của trận Châlons trong việc chứng minh rằng Attila là một ông vua bất khả chiến bại (hiểu là: không có lý do gì để các sử gia La Mã nói quá và dựng chuyện lên rằng Aetius phải trải qua một trận đánh khốc liệt mới chặn được Attila, nếu thiên lệch mà muốn ca ngợi "phe mình" thì có thể đã viết rằng Aetius chiến thắng huy hoàng và dễ dàng rồi).
Theo tác giả Edward Creasy thì chiến thắng lẫy lừng của Aetius tại Châlons chính là khoảnh khắc huy hoàng cuối cùng của Đế quốc La Mã. Tuy nhiên, khác với những chiến tích khác của các Binh đoàn La Mã, thắng lợi này không mở ra một kỷ nguyên chinh phạt mới hay là ngăn ngừa quá trình suy yếu và sụp đổ của Đế quốc La Mã. Thực chất, nền văn minh La Mã đã hoàn thành sứ mệnh kế thừa tinh hoa văn hóa Hy Lạp cổ đại của mình. Song, chiến thắng ở Châlons lại định đoạt cho câu hỏi: Ai sẽ là người phân chia di sản đồ sộ của Đế quốc La Mã ? Xét về trận thắng, các chiến binh Visigoth của vua Theodoric I đã anh dũng chiến đấu và hy sinh trên chiến địa, cũng đóng góp lớn. Không những trận thắng cứu nguy được Đế quốc La Mã trong một thời gian, mà nó còn quyết định đến thời đại huy hoàng của người Giéc-man lấn át cả nền văn minh châu Âu. Gần đây, tác giả Spencer Tucker trong cuốn A global chronology of conflict: from the ancient world to the modern Middle East đánh giá rằng trận chiến ở Châlons là một trong những chiến thắng quyết định hơn cả trong suốt lịch sử nhân loại, vì nhờ đó mà có lẽ nền văn minh Tây Âu đã được cứu thoát khỏi người châu Á.
Ngoài ra, chiến thắng này còn tạo điều kiện cho Vương triều Merovingian của người Frank được kiến lập, dưới quyền vua Meroveus. Vị vua này đã chiến đấu sát cánh với Aetius trong trận chiến ở Châlons ấy. Theo bài viết của tác giả Ralph W. Mathisen của Medieval Italy: an encyclopedia, Tập 1, chiến thắng của liên quân La Mã - Giéc-man tại trận Châlons có ý nghĩa trọng đại như là một bước ngoặt trong suốt bề dày lịch sử nhân loại, trở thành một thắng lợi của thế giới văn minh trước các tộc người man rợ. Trong cuốn sách Profiles in leadership, tác giả Alan Axelrod cũng ghi nhận rằng Attila đã thua to trong trận đánh vô cùng trọng đại này: đây là trận quyết chiến vì sự tồn vong của nền văn minh La Mã và Ki-tô giáo, vậy mà cuối cùng Attila đã phải tháo chạy.

### Quan điểm đối lập: trận Châlons không có ý nghĩa lịch sử quan trọng
Tuy nhiên, theo tác giả Charles Kingsley, trận thắng này cũng như chiến thắng của quân German tại trận Nedao sau này đều không có ý nghĩa cứu nguy cả châu Âu. Sau thất bại tại trận Châlons, Attila vẫn chưa bị tận diệt, và lại Đế quốc Tây La Mã vẫn không thể vững tồn được lâu. Tuy nhiên, ông cũng cho biết chiến thắng này thể hiện bản lĩnh thường thấy của vị anh hùng chiến thắng Aetius như một vị dũng tướng - một Marlborough của thời đại. Ngoài ra, J.B. Bury có ý kiến khác. Ông cho rằng tầm quan trọng của sự kiện này đã bị phóng đại lên. Quan điểm của ông là trận chiến này diễn ra khi Attila thực ra đã đang trên đường rút quân, và giá trị của nó chỉ nằm ở chỗ làm tổn thương thanh thế của một kẻ chinh phục bất khả chiến bại trước đó mà thôi. Ông cũng dẫn chứng rằng tới năm sau Attila vẫn đủ sức mạnh để dẫn quân trực tiếp vào Ý, và tới tận gần thành La Mã thì mới dừng lại quay về. Ngoài ra thì Bury cũng cho rằng nếu có thắng thì người Hung cũng không đủ sức thống trị lâu dài ở Tây Âu vì sức mạnh của họ chỉ xoay quanh một vị vua vĩ đại duy nhất. Một vài sử gia khác cũng có quan điểm tương tự.

## Kết quả và danh tiếng của trận chiến
Người La Mã nói sau trận chiến: "Cadavera vero innumera," ("Thật sự là vô số xác chết!"). Tục truyền rằng tổng thương vong của hai bên bao gồm từ 162 nghìn cho tới 30 vạn chiến binh, dù con số này hẳn là phóng đại. Song, ít nhất thì nó cũng nêu lên sự hết sức đẫm máu của trận đánh này, dẫu cho người ta cũng xem những con số nhỏ hơn là phóng đại.
Theo Gibbon, việc vua Attila rút quân qua bên kia sông Rhine đã chứng tỏ chiến thắng lớn lao cuối cùng của Đế chế Tây La Mã. Chiến thắng vang dội này cũng làm cho tiếng tăm của Đại tướng quân Flavius Aetius - một danh nhân xuất sắc trong giai đoạn cuối của Đế quốc La Mã - trở nên bất hủ.
Một năm sau, Attila lại đòi Honoria và các vùng của Tây La Mã. Lần này ông nghĩ rằng đánh thẳng vào Ý sẽ hợp lý hơn. Vượt dãy Alps, Attila chinh phục Aquileia, Vicetia, Verona, Brixia, Bergomum, và Milano. Khi đã đến gần thành La Mã thì ông quay về, nguyên do của việc này có thể là do sự kết hợp giữa dịch bệnh đang hoành hành trong nội bộ quân Hung, cuộc đàm phán sáng suốt của Giáo hoàng Lêô I và việc quân Đông La Mã tấn công vùng đất của ông ta từ phía sau. Mối nguy hiểm từ người Hung chỉ hoàn toàn kết thúc sau cái chết của Attila vào năm 453. Tuy nhiên, sau chiến bại của Châlons thì sức tàn phá khủng khiếp của Attila vào thế giới văn minh đã giảm hơn hẳn. Thực chất, trong thời điểm Attila qua đời, người Hung không thể đe dọa nghiêm trọng đến Đế quốc Tây La Mã được nữa. Về phần danh tướng Aetius, Hoàng đế La Mã Valentinianus III giết hại ông vào năm 454 để rồi một năm sau chính hoàng đế bị ám sát chết bởi những người ủng hộ viên tướng này. Hình như Aetius đã bị thất sủng do ông không truy sát quân Hung sau chiến thắng tại trận Châlons. Người Vandal nhân cơ hội đó để tiến vào cướp phá thành La Mã (năm 455).
Mặt khác, với chiến thắng lớn lao tại Chalons thì nhiều người Giéc-man đã ý thức được khả năng đánh bại người Hung của họ, dù trong trận Chalons quân Hung được quân các tộc Giéc-man khác hỗ trợ. Ấy thế là, chỉ một năm sau khi Attila qua đời, các tộc Giéc-man thần phục Attila đã dấy binh đè bẹp Đế quốc Hung trong trận Nedao. Thế cho nên chiến thắng ở trận Chalons mới tạo tiền đề cho sự sụp đổ của Đế quốc Hung là vậy. Một lý do khiến trận Châlons (và cả chiến dịch) để lại ấn tượng sâu đậm đối với những người đương thời là vì mức độ tàn bạo và sự tàn sát của nó. Hai sử gia sống trong thời đó đã miêu tả về sự thảm khốc của trận chiến như sau. Jordanes viết rằng dòng sông nơi trận chiến xảy ra ngập tràn máu đỏ hòa với nước sông. Damascius thì viết rằng chỉ có chỉ huy của hai bên cùng một vài binh sĩ là trở về an toàn, còn linh hồn của các tử sĩ vẫn tiếp tục hung hãn chiến đấu với nhau suốt nhiều ngày đêm sau đó, như thể họ đang còn sống. Bức tranh tuyệt đẹp "Trận chiến của người Hung" (Hunnenschlacht) của nhà họa sĩ Wilhelm von Kaulbach (người Đức) đã khắc họa rõ nét cảnh tượng này. Trong đó, cứ mỗi đêm, những chiến binh trận vong của hai phe trỗi dậy từ nấm mồ của họ. Ở nơi chiến địa hoang vu, họ giáp chiến với nhau trong mây mù, trong khi khắp vùng phải ớn lạnh trước những tiếng gào thét ghê rợn của họ. Đây là một trong những huyền thoại có sức hút lâu dài về trận chiến kinh hoàng này. Và trận chiến đã trở thành một trong những cuộc giao tranh khốc liệt nhất trong suốt bề dày lịch sử nhân loại.
Ngoài ra, trong võ nghiệp của Attila, trận thua lớn này cũng chính là chiến bại đầu tiên và duy nhất của ông. Một lý do nữa để trận chiến trở nên nổi tiếng là vì nó là trận chiến lớn đầu tiên kể từ thời Đại Đế Constantinus I diễn ra giữa một lực lượng theo Thiên chúa giáo và một thế lực ngoại đạo. Suy nghĩ này rõ ràng là có hiện hữu ở những người đương thời, khi những người này cho rằng việc cầu nguyện đã đóng góp không nhỏ đến kết cục trận chiến. Nhưng sử cũ cho thấy sau chiến thắng này, chính các dân rợ German mới trở thành mối hiểm họa chính yếu của Đế quốc Tây La Mã, dẫu họ không đến nỗi quái ác như rợ Hung. Sau này, khi quân Đồng minh Anh - Pháp bẻ gãy cuộc tiến công của quân Đức trong trận sông Marne lần thứ nhất vào năm 1914 trong cuộc Đại chiến thế giới lần thứ nhất, có viên tướng Pháp đã nêu ý định đặt tên thắng lợi quyết định ấy là trận đồng Catalaunian, để ghi dấu sự thất trận của một "tân Attila" (ở đây chỉ Quân đội Đức) với Đại tướng Joseph Joffre.